# Adéla Volfová

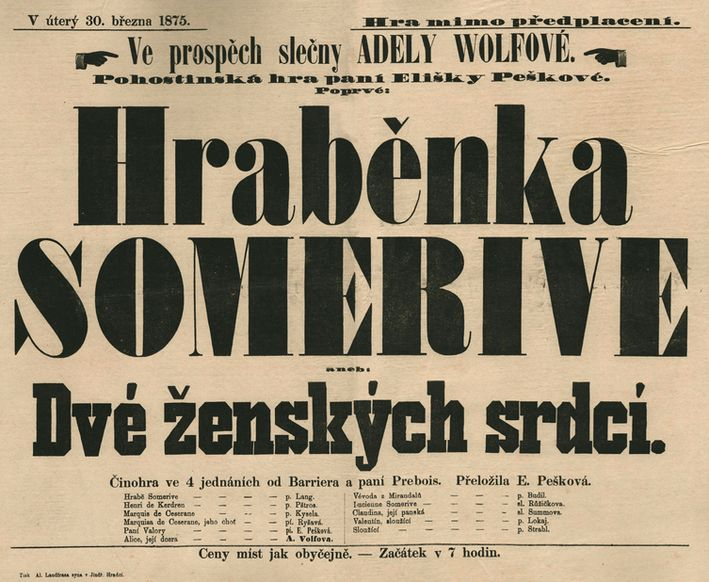
Plakát dobročinného představení hry „Hraběnka Somerive, dvé ženských srdcí“, hrána 30. března 1875 ve prospěch sl. Adély Wolfové

Adéla Volfová, křtěná Adléta, Františka, někdy uváděna též Wolfová (3. října 1846 Jindřichův Hradec – 20. února 1940 Praha) byla česká divadelní herečka, dramatička a překladatelka.

## Život
Narodila se v Jindřichově Hradci do rodiny barvíře Kajetána Wolfa a jeho ženy Josefy roz. Plikánové. Rodina byla početná, Adléta (též i Adéla) byla prostřední z pěti sourozenců, Robert *1842, Angelína *1844, Anna *1849, Růžena *1852 a Klotilda *1858. Tři z nich záhy zemřeli a ona sama prodělala těžkou spálu, která neodezněla bez následků.
Již od raného mládí měla silný vztah k divadlu a každý volný čas využívala ke čtení a recitaci divadelních her. Už jako čtrnáctiletá vystoupila ve svém rodišti u divadelní společnosti E. Rotta a v roce 1862 hrála u společnosti F. Čížka, kde pak od roku 1865 hrála obor tzv. naivních milovnic. Na doporučení J. Šmahy byla roku 1867 angažována P. Švandou do Plzně, kde se jí ujal režisér a herec Josef Frankovský. V létě roku 1869 působila krátce u divadelní společnosti J. E. Kramueleho v Novém českém divadle též zvaném "Kravín", krátce se vrátila k Švandovi a v roce 1870 přešla opět ke Kramuelemu. V letech 1871–1873 umělecky dozrávala u Švandovy společnosti, která hrála v zimě v Plzni a v létě ve smíchovské aréně řečené též "Aréna v Eggenbergu". V roce 1873 byla angažována k Prozatímnímu divadlu, ale z úsporných důvodů ředitele J. N. Maýra dostala výpověď a počátkem roku 1875 hrála opět u Švandy. V roce 1877 se definitivně stala členkou souboru Prozatímního divadla, se kterým pak přešla v roce 1881 i do souboru Národního divadla, kde působila až do počátku roku 1899, kdy odešla do důchodu.
Po ukončení herecké dráhy se věnovala už jen vedení ochotnického divadla v klášteře sv. Anny, kterého však zanechala v roce 1927. Za svého pobytu v Praze se rovněž vzdělávala v cizích jazycích. Hovořila plynně francouzsky, italsky, anglicky a rusky. Kromě herectví se věnovala také vyučování cizích jazyků v klášteře sv. Anny v Praze a svou znalost jazyků používala i v překladech divadelních her a povídek. Věnovala se rovněž i vlastní tvorbě a napsala několik divadelních her a povídek, ale především memoárovou knihu "Svému rodišti". Adéla Volfová byla členkou Amerického klubu dam, také spolku "Slávy dcery", celý svůj život byla svědomitou vlastenkou a svůj život naplno zasvětila profesi, nikdy se však neprovdala. Od roku 1893 žila s družkou, učitelkou Františkou Stránskou; poslední roky života strávila v její společnosti. Zemřela v Praze roku 1940 a pohřbena byla na Olšanských hřbitovech.

## Divadelní role (výběr)

### Národní divadlo
- 1983–1984 – role Františky ve hře F. F. Šamberka Jedenácté přikázání
  - role Třetí čarodějnice ve hře W. Shakespeara Makbeth
  - role Veroniky ve hře J. J. Kolára Pražský žid
  - role Salomeny ve hře L. Stroupežnického Zvíkovský rarášek
- 1884–1985 – role Lidky ve hře J. W. Goetha Causy
  - role Frosíny v Moliérově hře Lakomec
  - role Paní Morizotové ve hře V. Sardou Odeta
  - role Pélagie ve hře E. Grangeho Zbloudilá ovečka
- 1885–1986 – role První ženy z lidu ve hře W. Shakespeara Julius Caesar
  - role Terezy Valbrezegueové ve hře P. Gilleho Uhlíř
- 1886–1987 – role Kárníkové a Lhotské ve hře F. A. Šuberta Jan Výrava
  - role Kateřiny a Markýtky ve Strupežnického Naši furianti
  - role Kátle ve hře L. Stroupežnického V panském čeledníku
- 1887–1988 – role Voršily ve hře dle předloh J. K. Tyla Lesní panna
  - role Magdalény Čípkové ve hře J. J. Kolára Mravenci
  - role Markytánky ve hře F. Schillera Valdštejnův tábor
- 1888–1989 – role Markéty ve hře podle předlohy A. d'Ennery a J. Verna Cesta kolem světa v 80 dnech
  - role Paní Čiperné ve hře W. Shakespeara Jindřich IV.
  - role Paní Tulipánové ve hře G. Csiky Proletáři
- 1889–1990 – role Paní Dobrovolné ve hře A. Wilbrandta Dcera pana Fabricia
  - role Tetky Eviny ve hře G. Preissové Gazdina roba
  - role Barči ve hře J. Štolby Závěť
- 1990–1991 – role Tyldy ve hře J. J. Kolára Ďáblova legenda
  - role Avdóťi Mironovny Bělové ve hře A. I. Palmi Náš přítel Něklužev
  - role Marietty ve hře V. Sardoua Thermidor
- 1891–1992 – role Anastazie ve hře F.V.Jeřábka Cesty veřejného mínění
  - role Kněžny Aglaji Konstantinovny Šastunové ve hře B. M. Markeviče Dým života
  - role Anny Andrejevny ve hře N. V. Gogola Revizor
- 1892–1993 – role Kalousové ve hře J. K. Tyla Jiříkovo vidění
  - role Aurelie Cafourkové ve hře J. Štolby Vodní družstvo
- 1893-94 – role Veroniky ve hře J. N. Nestroye Lumpacivagabundus aneb Ludrácký trojlístek
  - role Voršily ve hře F. F. Šamberka Výlet pana Broučka z měsíce na výstavu
- 1894–1995 role Peluňkové ve hře A. Jiráska Otec
- 1895–1996 – role Paní Danešové ve hře J. Kvapila Bludička
  - role Choti Peisserové ve hře B. Adámka Salomena
- 1896–1997 – role Hanny Kennedyové ve hře F. Schillera Marie Stuartovna
  - role Anny Zacharovny ve hře I. V. Špažinského Paní majorka
- 1897–1998 – role Jeho mámy ve hře J. Kvapila Princezna Pampeliška
  - role První služky ve hře E. Pohla Sedm havranů
- 1898–1999 – role Vojtěcha ve hře J. K. Tyla Paní Marjánka, matka pluku
  - role Paní Brunoisové ve hře dle předlohy A. Bissona a A. Leclercqa Žárlivá

Za 25 let působení na scéně Národního divadla ztvárnila přes 240 rolí ve více než dvou tisících představeních.

## Dílo

### Překlady divadelních her
- Loupežnická peleš, Jahody, Dort na cestách (z němčiny)
- Po krvavé stopě – hráno v Národním divadle (19. 12. 1897) a v divadle v Pardubicích (5. 1. 1898) – z ruštiny, G.H. Gresser, (nakl. Šimáček)
- Němá (z francouzštiny)

### Autorské divadelní hry
- Moderní dítě – sólový výstup pro dámu, (tiskem vyšlo r. 1991, nakl. Šváb)
- Apríl – jednoaktová žertovná hra pro 12 žen, (tiskem nakl. Šváb)
- Štrachamachárum – hra pro malé děti
- Očarovaná pradlena – žertovná hra o 2 jednáních, (tiskem nakl. Šváb)
- Krása duše vítězí (věnováno El. Krásnohorské)
- Víla Amorek – hra psaná pro velké jeviště

### Překlady literatury
- Princ a Mrzák – z angličtiny, Mark Twain, nakl. Šimáček, 1900
- překlady z italštiny (Chloroform – vyšlo v Hlase Národa, Vlak číslo 104 – vyšlo v Národních listech)
- překlady z francouzštiny (Žárlivost sedmiletého děvčátka, Pomsta, Propast – vše vyšlo v Národních listech)

### Vlastní literární tvorba (výběr)
- Svému rodišti autobiografie
- Původní fantastické pohádky Ely Volfové (1921)
- Duše hor: pohádky Ely Volfové (1921)
- Když chodila světem pohádka: Původní fantastické pohádky (1928)

## Galerie

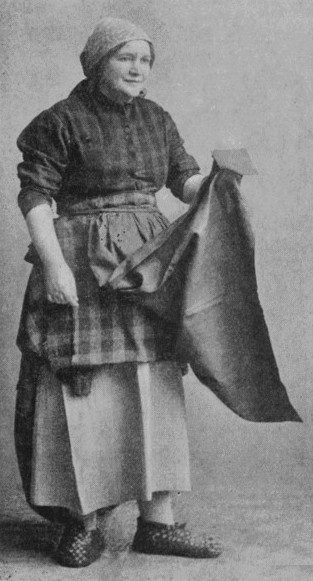
Adéla Volfová jako „domovnice“ ve hře Matěje Anastasia Šimáčka Jiný vzduch
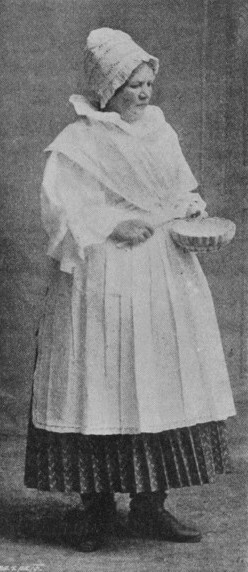
Adéla Volfová jako „teta Evina“ ve hře Gabriely Preissové Gazdina roba
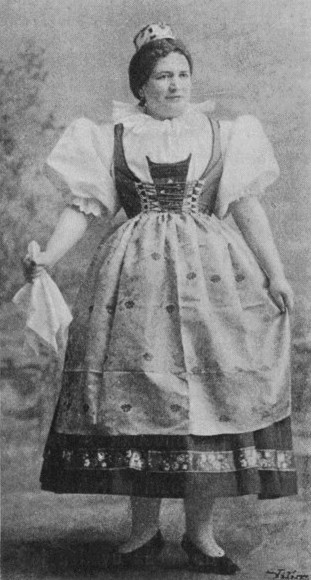
Adéla Volfová jako „Bětka“ ve hře Aloise Jiráska Vojnarka
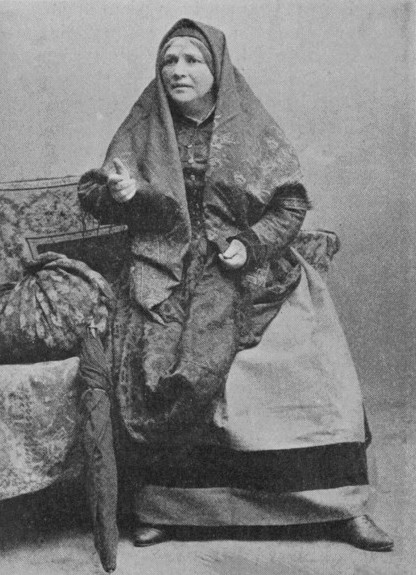
Adéla Volfová jako „Černá“ ve hře F. X. Svobody Směry života
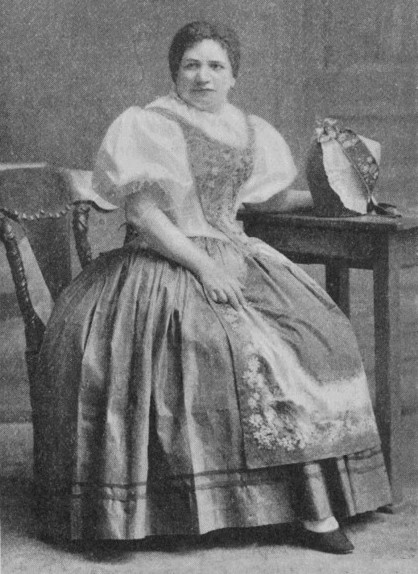
Adéla Volfová jako „Dorotka“ ve hře Jan Nepomuk Štěpánek Čech a Němec
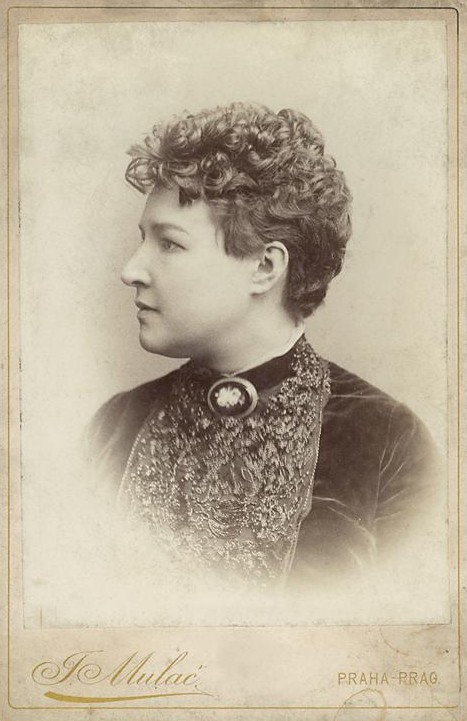
Adéla Volfová (civilní fotografie před r. 1905)